# Île Inocentes
Inocentes (en espagnol : Isla Inocentes) est une île du Chili. 

## Géographie
Elle se situe dans le Sud-Ouest du Chili. Elle est connue pour son phare, le Faro Isla Inocentes (es) s'élevant à 32 m de hauteur.